# یوتا زن برزنجیر
یوتا زن برزنجیر یک ستاره است که در صورت فلکی آندرومدا قرار دارد.